# Francisco I. Madero, Villa Corzo
Francisco I. Madero är en ort i Mexiko.   Den ligger i kommunen Villa Corzo och delstaten Chiapas, i den sydöstra delen av landet, 700 km sydost om huvudstaden Mexico City. Francisco I. Madero ligger 790 meter över havet och antalet invånare är 326.
Terrängen runt Francisco I. Madero är huvudsakligen kuperad, men åt sydväst är den bergig. Francisco I. Madero ligger nere i en dal. Runt Francisco I. Madero är det ganska glesbefolkat, med 24 invånare per kvadratkilometer. Närmaste större samhälle är Villahermosa, 18,2 km norr om Francisco I. Madero. I omgivningarna runt Francisco I. Madero växer i huvudsak städsegrön lövskog.